# ヴォウチン
ヴォウチン（ポーランド語: Wołczyn [ˈvɔu̯t͡ʂɨn]、ドイツ語: Konstadt）は、ポーランド南部オポーレ県クルチュボルク郡の町で、2019年現在の人口は5,907人である。2011年のデータによると、面積は7.47平方キロメートル (2.88平方マイル)で、グミナ・ヴォウチン役場の所在地である。下シレジアの歴史的地域内に位置する。

## 歴史
町の名前は、ポーランド語で「去勢牛」を意味するwółに由来する。14世紀初頭の『Liber fundationis episcopatus Vratislaviensis』では、この町はラテン語でWelczynという名前で登場している。この町は、おそらくスラブ人の集落跡地に建設されたと思われる。1261年に都市権が与えられた。当時のヴォウチンは断片化されたポーランドのさまざまな公国の一部。1294年まではヴロツワフ公国／ブレスラウ公国の一部であり、その後1312年までグウォグフ公国／グロガウ公国、1320年までナミスフ公国／ナムスラウ公国、1343年までオレシニツァ公国／エールス公国、1436年までブジェク公国／ブリーグ公国、その後再びオレシュニツァ公国領となった。1495年までピアスト朝の支配下にあり、その後、ハプスブルク家がボヘミア王位を継承する1526年までの約300年間、神聖ローマ帝国の一部であったボヘミア王国の宗主権の下、大富豪ポサドフスキ家がこの町を所有していた。
町はクラクフとヴロツワフを結ぶ交易路に位置していた。住民は農業、工芸、貿易で生計を立てていた。ヴォウチンでは年に5回のペースで市が開かれ、農作物や手工芸品がシレジアだけでなく、近隣の大ポーランドの顧客に販売された。15世紀にはフス派のチェコ人が、17世紀にはポーランドの同胞がヴォウチンに定住した。16世紀には、高い教育水準で知られる市立学校が設立され、18世紀から19世紀初頭にかけては、ポーランド・ルター派のための有名なゼミが開催されていた（後にクルチュボルクに移転）。
1742年、町はプロイセン王国に併合された。1868年10月1日、町に鉄道が敷かれた。1907年には水道網が整備された。第二次世界大戦末期、1945年1月19日から21日にかけて、ナチス・ドイツとソビエト連邦の間でヴォウチンをめぐる戦いが繰り広げられた。その結果、町の建物の40％は廃墟と化した。戦争が終わると、町のドイツ人住民は追放され、地域は一度何もない状態となり、その後、ヴォウチンにはポーランド人入植者が大量に入り、ポーランド人民共和国に併合された。
1994年以降、ヴォウチンでは毎年「Spotkania Młodych」（青年の集い）が開催されている。主催はカプチン・フランシスコ修道会。